# Nurkuj, Olly
Nurkuj, Olly lub Nurkuj, Olly, nurkuj (ang. Dive Olly Dive!, 2006-2008) – amerykańsko-australijsko-brytyjski serial animowany z elementami edukacyjnymi.
Akcja serialu toczy się w Centrum Badań Podwodnych, głęboko pod powierzchnią oceanu. Głównymi bohaterami są okręty podwodne – Olly i Beth.
Od 5 września 2008 roku serial był emitowany w TVP1 w piątkowej Wieczorynce. Wyemitowane zostały dwie serie – 26 odcinków.
Od 28 kwietnia do 15 września 2008 roku serial był emitowany na kanale MiniMini – tylko 1 seria. 14 grudnia 2008 roku MiniMini rozpoczął emisję drugiej serii serialu (odcinki 14-19), a kolejne odcinki (20-26) od 28 maja 2009 roku.

## Fabuła
Serial opowiada o dwóch małych badawczych okręcikach podwodnych Olly i Beth. Mieszkają w Centrum Badań Podwodnych głęboko pod powierzchnią oceanu, gdzie prowadzą badania naukowe, poznają tajemnice podwodnego świata, chronią oceaniczną przyrodę, ratują morskie stworzenia z przeróżnych opresji i nieustannie doskonalą swoje umiejętności. Wraz ze swoimi przyjaciółmi także dobrze się bawią.

## Bohaterowie
- Olly – żółta łódź podwodna, kolega Beth. Uczy się, aby stać się światowym badaczem. Chciałby jak najszybciej skończyć to szkolenie, dlatego często wpada w kłopoty. Olly nigdy nie stosuje się do dobrych rad Beth. Uwielbia dobrą zabawę. Jest pomysłowy i pracowity.
- Beth – żółta łódź podwodna, koleżanka Olly’ego. Uczy się, aby dołączyć do innych okrętów badawczych. Towarzyszy Olly`emu w wyprawach. Jest ostrożna i rozważna w podejmowaniu jakichkolwiek decyzji. Beth jest bardzo mądra, pilnie się uczy.
- Skid – skuter wodny, osobisty transport Nurka. Podróżuje wraz ze swoim przyjacielem Brandtem, który pomaga mu nie wpaść w kłopoty. Często przypływa na zabawę z Olly`m i Beth. Nie znosi, gdy tylko łodzie podwodne są chwalone za dobrze wykonaną pracę.
- Nurek Doug – szef grupy badawczej i jedyny człowiek w centrum. Do jego zadań należy szkolenie dwóch okrętów badawczych oraz prowadzenie badań dla Instytutu Badań Obiektów Podmorskich. Pomocą dla Douga jest skuter Skid.
- Luseal – silna i energiczna młoda foka, która uwielbia się bawić. Jest pełna wdzięku, delikatna, wrażliwa i trochę przemądrzała. Wydaje się jej, że jest wyrośnięta, choć tak naprawdę jest inaczej. Dużo czasu spędza w parku wodnym, bawiąc się i uprawiając różnorodne sporty wodne.
- Strażnik – czerwony konik morski, który jest kowbojem. Uwielbia opiekować się swoimi kalmarami. Zajmuje mu to dużo czasu, jednak zawsze znajdzie czas na żarty i pomoc innym. Podobnie jak AMMO zna wiele gatunków ryb i wie jak bronić przed nimi kalmary.
- Brandt – rak pustelnik, prawie zawsze trzyma się ze swoim przyjacielem Skidem. Nie posiada pancerza na odwłoku, więc mieszka w muszli po ślimaku. Jest strachliwy i nie lubi, kiedy Skid płynie za szybko.
- AMMO (Asystent Monitorujący Morza i Oceany) – robot nurka Douga przypominający ośmiornicę. Wyposażona jest w osiem ramion i dźwigi, które są lepsze od macek. Zajmuje się badaniem życia roślin i zwierząt mieszkających w wodzie. Wie o nich dosłownie wszystko. Uwielbia sprzątać.
- Pan Rączka – dźwig morski zakotwiczony w Bezpiecznym Porcie. Jest odpowiedzialny za konserwację i obsługę swoich przyjaciół. Kocha to co robi, dlatego każdego dnia tryska humorem. Potrafi poradzić sobie z każdym, nawet najtrudniejszym zadaniem. Lubi słuchać opowieści i opowiadać je.
- Suzy – hydroplan, członek Instytutu Badań Obiektów Podmorskich. Jej zadaniem jest zdobywanie i przekazywanie dalej informacji z góry. Dostarcza badaczom wszelkie niezbędne produkty oraz urządzenia techniczne. Dużo czasu spędza w porcie wraz z Panem Rączką.
- Okręt podwodny D – duży czerwony okręt podwodny, idol Olly’ego. Jest uznanym okrętem, który za swoje zasługi zdobył nagrody. Czasem przypływa do Centrum na inspekcję, aby sprawdzić, jak przebiegają prace.

## Wersja polska
Wersja polska: na zlecenie Carisma Entertainment Group – Master Film

Reżyseria:
- Elżbieta Jeżewska (odc. 1-9),
- Małgorzata Boratyńska (odc. 10-26)

Dialogi:
- Elżbieta Kowalska (odc. 1, 3-4, 7, 10-14, 16-26),
- Elżbieta Jeżewska (odc. 2, 5-6, 8-9, 15)

Dźwięk:
- Kamil Radziszewski (odc. 1-3),
- Janusz Czubak (odc. 4-18),
- Jerzy Rogowiec (odc. 19-21),
- Wojciech Kalinowski (odc. 22-26)

Montaż:
- Kamil Radziszewski (odc. 1-3),
- Paweł Siwiec (odc. 4-21),
- Anna Tkaczyk (odc. 22-25),
- Agnieszka Kołodziejczyk (odc. 26)

Zgranie: Jakub Lenarczyk (odc. 1-3)

Kierownictwo produkcji: Agnieszka Wiśniowska

Wystąpili:
- Beata Jankowska-Tzimas – Olly
- Dominika Kluźniak – Beth
- Monika Pikuła – Luseal
- Joanna Pach – Mini
- Krzysztof Szczerbiński – Skid
- Marek Włodarczyk – Doug
- Agnieszka Kunikowska – AMMO
- Wojciech Paszkowski –
  - Strażnik,
  - Shane (odc. 16b, 26a)
- Tomasz Steciuk – Brandt
- Małgorzata Boratyńska – Suzy
- Grzegorz Pawlak – Rączka (odc. 1-13)
- Mirosław Zbrojewicz – Rączka (odc. 14-26)
- Jacek Mikołajczak – D (odc. 12a, 17b, 20b, 21b)
- Karina Kunkiewicz – Ethel (odc. 25b)
- Beata Łuczak
- Jerzy Mazur
- Sebastian Cybulski
- Mirosław Wieprzewski

Opracowanie muzyczne: Piotr Gogol

Teksty piosenek: Andrzej Brzeski

Śpiewał: Artur Bomert
Lektor: Jarosław Budnik

## Spis odcinków
| Premiera odcinka (MiniMini+) | Premiera odcinka (TVP1) | N/o | Polski tytuł                       | Angielski tytuł                   |
| ---------------------------- | ----------------------- | --- | ---------------------------------- | --------------------------------- |
|                              |                         |     |                                    |                                   |
| SERIA PIERWSZA               |                         |     |                                    |                                   |
|                              |                         |     |                                    |                                   |
| 28.04.2008                   | 05.09.2008              | 01  | Okiem kamery                       | Tunnel Vision                     |
| 28.04.2008                   | 05.09.2008              | 01  | Chyba widziałem smoka morskiego    | I Thought I Saw A Sea Serpent     |
|                              |                         |     |                                    |                                   |
| 29.04.2008                   | 12.09.2008              | 02  | Wystrzałowa Beth                   | Beth’s Backfire                   |
| 29.04.2008                   | 12.09.2008              | 02  | Nawiedzony statek                  | Haunted Ship-Prank                |
|                              |                         |     |                                    |                                   |
| 30.04.2008                   | 19.09.2008              | 03  | Czerwona fala                      | The Red Tide                      |
| 30.04.2008                   | 19.09.2008              | 03  | Okręt podwo-magnetyczny            | Sub Magnet                        |
|                              |                         |     |                                    |                                   |
| 01.05.2008                   | 26.09.2008              | 04  | Ciśnienie!                         | Pressure’s On!                    |
| 01.05.2008                   | 26.09.2008              | 04  | Chowanki w wodorostach             | Hide And Seaweed                  |
|                              |                         |     |                                    |                                   |
| 02.05.2008                   | 03.10.2008              | 05  | Wielorybi śpiew                    | Whale Call                        |
| 02.05.2008                   | 03.10.2008              | 05  | Nikt nie jest nieomylny            | Everyone Makes Mistakes           |
|                              |                         |     |                                    |                                   |
| 04.05.2008                   | 10.10.2008              | 06  | Sprawa Skida                       | Skid’s Stuff                      |
| 04.05.2008                   | 10.10.2008              | 06  | Dziadek Claude                     | Grandpa Claude                    |
|                              |                         |     |                                    |                                   |
| 05.05.2008                   | 17.10.2008              | 07  | Zawsze miej się na baczności       | Squid Squirt                      |
| 05.05.2008                   | 17.10.2008              | 07  | Praktykanci Douga                  | Doug’s Apprentice                 |
|                              |                         |     |                                    |                                   |
| 06.05.2008                   | 24.10.2008              | 08  | Jak tu się wyśliznąć?              | Slip Slidding Away                |
| 06.05.2008                   | 24.10.2008              | 08  | Rodeo Strażnika                    | Ranger’s Rodeo                    |
|                              |                         |     |                                    |                                   |
| 07.05.2008                   | 31.10.2008              | 09  | Wielka zamiana                     | The Big Swap                      |
| 07.05.2008                   | 31.10.2008              | 09  | Detektyw Beth                      | Detective Beth                    |
|                              |                         |     |                                    |                                   |
| 08.05.2008                   | 07.11.2008              | 10  | Nie ma jak w muszli                | Home Sweet Shell                  |
| 08.05.2008                   | 07.11.2008              | 10  | Malowana strzykwa                  | Cucumber Confusion                |
|                              |                         |     |                                    |                                   |
| 09.05.2008                   | 14.11.2008              | 11  | Szlakiem kalmarów                  | The Squidling Trail               |
| 09.05.2008                   | 14.11.2008              | 11  | Przyjaciele na zawsze              | Friends 4-ever!                   |
|                              |                         |     |                                    |                                   |
| 11.05.2008                   | 21.11.2008              | 12  | Inspekcja                          | Sub D Day                         |
| 11.05.2008                   | 21.11.2008              | 12  | Niesumienne nianie                 | Babysitting Blues                 |
|                              |                         |     |                                    |                                   |
| 12.05.2008                   | 28.11.2008              | 13  | Zaginione złote miasto             | The Lost City Of Gold             |
| 12.05.2008                   | 28.11.2008              | 13  | Nikt nie jest doskonały            | Luseal Loops The Loop             |
|                              |                         |     |                                    |                                   |
| SERIA DRUGA                  |                         |     |                                    |                                   |
|                              |                         |     |                                    |                                   |
| 14.12.2008                   | 05.12.2008              | 14  | Ammo w tarapatach                  | Uma Under The Weather             |
| 14.12.2008                   | 05.12.2008              | 14  | Małe jest wielkie                  | Less Is More                      |
|                              |                         |     |                                    |                                   |
| 15.12.2008                   | 12.12.2008              | 15  | Najpiękniejsza muszla              | Shell Shock                       |
| 15.12.2008                   | 12.12.2008              | 15  | Zatopiona Suzy                     | Storm Warning For Suzie           |
|                              |                         |     |                                    |                                   |
| 16.12.2008                   | 19.12.2008              | 16  | Wzmacniacz Beth                    | A Boost From Beth                 |
| 16.12.2008                   | 19.12.2008              | 16  | Niepoprawne koniki morskie         | Flying Seahorses                  |
|                              |                         |     |                                    |                                   |
| 17.12.2008                   | 02.01.2009              | 17  | Zaradni chłopcy                    | Old Smokey Blows His Top          |
| 17.12.2008                   | 02.01.2009              | 17  | Lęk przed mgłą                     | Fear Of Fog                       |
|                              |                         |     |                                    |                                   |
| 18.12.2008                   | 09.01.2009              | 18  | Bohater Skid                       | Skid The Hero                     |
| 18.12.2008                   | 09.01.2009              | 18  | Strażnik ryzykant                  | Risky Ranger                      |
|                              |                         |     |                                    |                                   |
| 19.12.2008                   | 16.01.2009              | 19  | Ogrodniczka Beth                   | Beth’s Nature                     |
| 19.12.2008                   | 16.01.2009              | 19  | Urodzony nawigator                 | Navigation Complication           |
|                              |                         |     |                                    |                                   |
| 28.05.2009                   | 23.01.2009              | 20  | Żółwica Minky                      | Tiger The Turtle                  |
| 28.05.2009                   | 23.01.2009              | 20  | Mistrz maskowania                  | Camouflage King                   |
|                              |                         |     |                                    |                                   |
| 29.05.2009                   | 30.01.2009              | 21  | Tropem homara                      | Follow That Lobster               |
| 29.05.2009                   | 30.01.2009              | 21  | Wygrać Złotą Płetwę                | Win The Golden Fin                |
|                              |                         |     |                                    |                                   |
| 30.05.2009                   | 06.02.2009              | 22  | Nie mów Beth                       | Don’t Tell Beth                   |
| 30.05.2009                   | 06.02.2009              | 22  | Dziwny stwór z Marsa               | Sea Monkey From Mars              |
|                              |                         |     |                                    |                                   |
| 31.05.2009                   | 13.02.2009              | 23  | Lepkie kamienie                    | Sticky Stones                     |
| 31.05.2009                   | 13.02.2009              | 23  | Ahoj, panie Rączka                 | Shankley Ahoy                     |
|                              |                         |     |                                    |                                   |
| 01.06.2009                   | 20.02.2009              | 24  | Zasadzka na złodzieja              | To Catch A Thief                  |
| 01.06.2009                   | 20.02.2009              | 24  | Nieproszeni goście                 | A Jelly Old Time                  |
|                              |                         |     |                                    |                                   |
| 02.06.2009                   | 06.03.2009              | 25  | Żółw skórzasty                     | Leatherback                       |
| 02.06.2009                   | 06.03.2009              | 25  | Luseal i Ethel                     | Luseal And Ethel                  |
|                              |                         |     |                                    |                                   |
| 03.06.2009                   | 20.03.2009              | 26  | Moje kalmary sa większe, niż twoje | My Squid’s Bigger Than Your Squid |
| 03.06.2009                   | 20.03.2009              | 26  | Rozpaczliwe wołanie                | Distress Call                     |
|                              |                         |     |                                    |                                   |